# تشارلز غرين شو
تشارلز غرين شو (بالإنجليزية: Charles Green Shaw)‏ هو رسام وكاتب أمريكي، ولد في 1 مايو 1892 في نيويورك في الولايات المتحدة، وتوفي بنفس المكان في 2 أبريل 1974.